# 冯明
冯明（1954年2月—），女，汉族，山东蒙阴人，中华人民共和国政治人物，曾任浙江省人大常委会副主任、党组成员，第十届全国人大代表。